# Basilisciano
Basilisciano (em grego: Βασιλισκιανός; romaniz.: Basiliskianós), também conhecido como Basilisco (em grego: Βασιλίσκος; romaniz.: Basiliskos) ou Basilicino (em grego: Βασιλικῖνος; romaniz.: Basilikinos), foi um cortesão bizantino e companheiro do imperador Miguel III, o Ébrio (r. 842–867).

## Vida
Muito pouco se sabe da origem e infância de Basilisciano. João Escilitzes e Teófanes Continuado (bem como Zonaras, que segue-os) relatam que era originalmente um simples remador num dos navios pessoais do imperador, mas isso pode bem ser uma fabricação posterior para denegri-lo. Teófanes Continuado também relata que foi o irmão de Constantino Capnógenes, que mais tarde tornou-se eparca de Constantinopla.
Por 866, Basilisciano ascendeu à posição de patrício, e esteve servindo na casa imperial (cito), sendo um dos companheiros íntimos do imperador Miguel III, o Ébrio (r. 842–867). Em 1 de setembro daquele ano, após uma corrida de bigas no Palácio de São Mamas (na moderna Beşiktaş), Basilisciano parabenizou o imperador tão entusiasmadamente pela sua vitória que, segundo os cronistas, o encantado Miguel ordenou-lhe para tirar de seus próprios pés as botas vermelhas imperiais (tzângios) e colocá-la em si. Isso provocou o descontentamento do coimperador de Miguel, Basílio, o Macedônio, um homem de origem humilde que ascendeu ao poder através de sua íntima relação com Miguel. Miguel, vendo a desaprovação de Basílio, enfureceu-se, e ameaçou fazer Basilisciano coimperador no lugar de Basílio.
A cisão entre Miguel e seu outrora protegido piorou mais tarde, e em 24 de setembro de 867, quando Miguel retirou-se bêbado para seus aposentos em São Mamas, Basílio e oito de seus apoiantes moveram-se para matar o imperador. O protovestiário Rendácio, que normalmente dormia diante do quarto imperial, estava ausente, e Basilisciano tomou seu lugar naquela noite. Quando Basílio e seus co-conspiradores invadiram os aposentos imperiais, Basilisciano tentou pará-los mas foi ferido e jogado de lado. Após os conspiradores matarem Miguel, eles remaram do Bósforo de volta para Constantinopla, onde Basílio foi apressadamente coroado imperador único, inaugurando a dinastia macedônica. Nada mais se sabe sobre Basilisciano depois disso.